# Bartholomäus von Cataneis
Bartholomäus Venturini von Theoldis und Swere a Cataneis († 22. Januar 1562) war ein italienischer römisch-katholischer Geistlicher. Er war von 1550 bis 1562 der 35. Propst des Stiftes Herzogenburg.

## Leben
Bartholomäus von Cataneis stammte aus einem Adelsgeschlecht aus dem italienischen Bergamo. Am 19. September 1534 wurde er von Mathias Ugonius von Bresse, Bischof zu Famagouste und Generalvikar des Bischofs von Brescia, mit der Tonsur und den niederen Weihen im Dom zu Brescia versehen. Als Kleriker des Bistums Bergamo wurde er am 28. August 1534 zum Kanoniker und Kantor des Hochstifts bei St. Stephan zu Wien (heute: Stephansdom) ernannt sowie zum vom päpstlichen Protonotar und Nuntius in Wien zum Pfalzgrafen ernannt, erhält kurz darauf aber eine Dispens. Am 4. Dezember 1534 erfolgt die Bestellung zum Domherrn der Kathedralkirche in Wien. Am 20. Februar 1535 erfolgt die Ordination. Kurz darauf am 13. April 1535 erfolgt die Ernennung zum Pfarrer zu Freistadt ob der Enns. Am 7. Oktober 1539 wurde Bartholomäus von Cataneis zum päpstlichen Protonotarius und Hofkaplan (Comes palatinus sacri palatii apostolici) ernannt.
Am 6. Mai 1550 wurde Bartholomäus von Cataneis zum Propst des Stiftes Herzogenburg der Augustiner-Chorherren ernannt. 1556 erfolgte zudem die Ernennung durch Ferdinand I. zum Superintendenten oder Administrator der vakanten Abtei Göttweig.
| Vorgänger                 | Amt                                       | Nachfolger          |
| ------------------------- | ----------------------------------------- | ------------------- |
| Philipp von Maugis CanReg | Propst des Stiftes Herzogenburg 1550–1562 | Johannes VI. Pülzer |